# Czerwono-niebieskie krzesło
Czerwono-niebieskie krzesło – krzesło projektu Gerrita Rietvelda (1888–1964), jedna z pierwszych manifestacji estetyki De Stijl w postaci obiektu trójwymiarowego.

## Historia
Krzesło jest dziełem holenderskiego architekta i projektanta Gerrita Rietvelda (1888–1964) – członka ruchu De Stijl , skupiającego artystów abstrakcyjnych reprezentujących neoplastycyzm – nowy kierunek w sztuce, stworzony w latach 20. XX w. przez Pieta Mondriana (1872–1944), charakteryzujący się użyciem linii pionowych i poziomych, które nachodząc na siebie, dzieliły płaszczyzny na kwadraty i prostokąty, oraz stosowaniem trzech barw podstawowych (żółtej, niebieskiej i czerwonej) i trzech tzw. nie-kolorów (czerni, bieli i szarości) .
Zostało zaprojektowane w okresie 1917–1918 i było jedną z pierwszych manifestacji estetyki De Stijl w postaci obiektu trójwymiarowego . Początkowo artysta zaprojektował mebel w kolorach szarym, białym i czarnym  – charakterystyczne kolory De Stijl dodał w 1923 roku , po tym, jak zobaczył obrazy Mondriana .
Rietveld projektował z zamiarem produkcji masowej, stąd design krzesła jest prosty , jednak mebel nigdy nie był produkowany masowo .

## Opis
Krzesło (86,7 × 66 × 83,8 cm ) to konstrukcja bazująca na prostych liniach i prostokątnych płaszczyznach . Wykonane jest z 17 elementów.
Na „rusztowaniu” z lakierowanych na czarno listew z drewna bukowego, których końce lakierowane są na żółto, umieszczono siedzisko z cienkiej drewnianej sklejki w kolorze niebieskim i oparcie z podobnej płyty w kolorze czerwonym .